# Ойда (песня)
«О́йда» — песня российского рэпера Мирона Фёдорова (Oxxxymiron) в жанре русского политического хип-хопа, выпущенная в качестве сингла 16 сентября 2022 года на независимом лейбле, дистрибьютором выступила компания ONErpm. Текст, во многом антивоенный и оппозиционный, был написан самим исполнителем, музыку спродюсировал Дэнни Цукерман.
Одновременно с выходом сингла состоялся релиз снятого в Санкт-Петербурге музыкального видеоклипа, к маю 2023 года набравшего более 16 млн просмотров. Песня была признана «запрещённой к распространению в России».

## Создание и релиз

### Предыстория

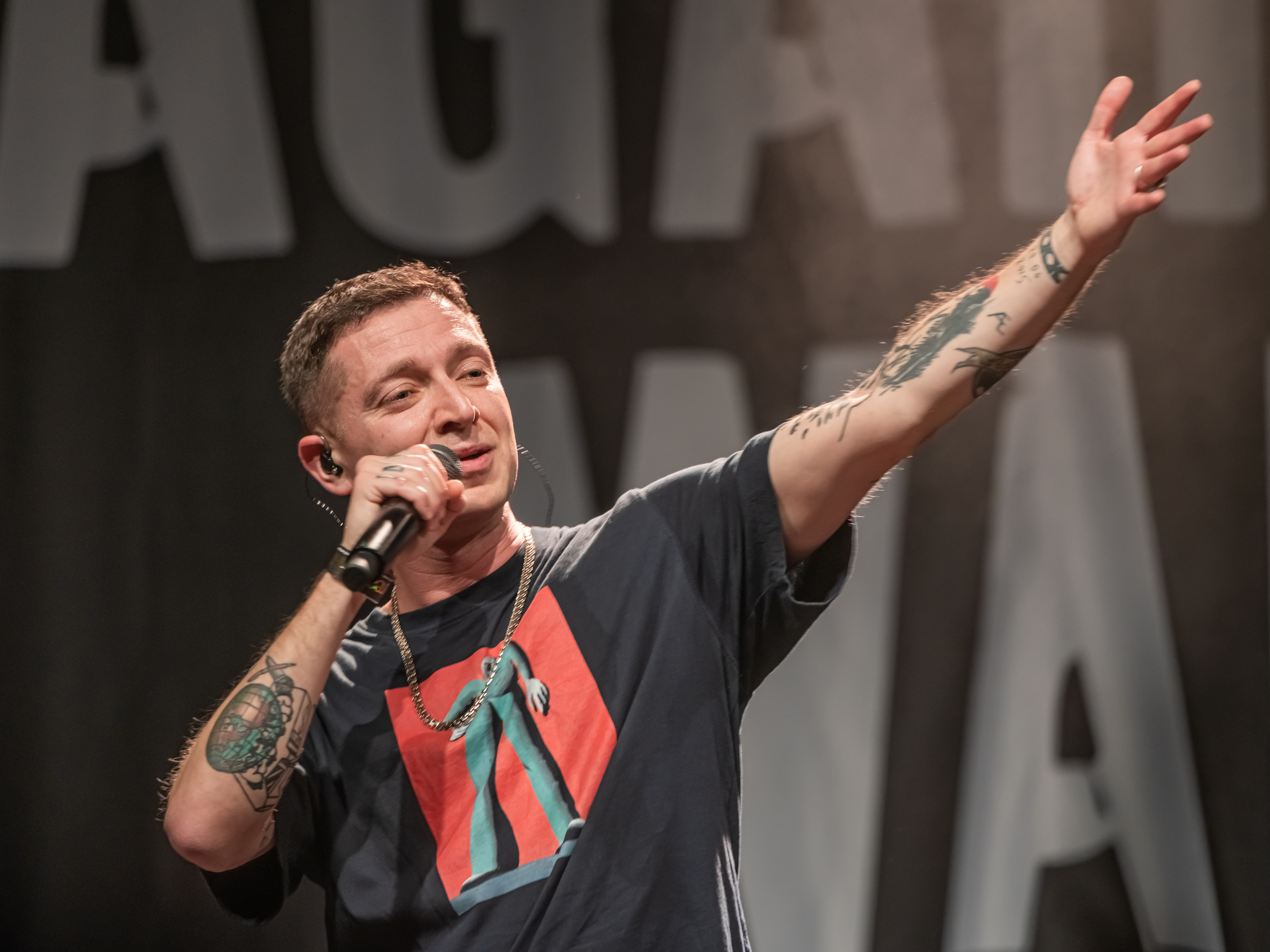
Оксимирон на концерте RAW в Берлине в апреле 2022 года.

После начала вторжения России на Украину 24 февраля 2022 года Оксимирон отменил свои выступления в России, несмотря на солд-аут, и уехал из страны, вскоре после чего провёл благотворительный концертный тур «RAW» (англ. Russians Against War, рус. Русские (Россияне) против войны). В июле Фёдоров попал в «список нежелательных артистов» вместе с рэп-исполнителями Noize MC, Face, Anacondaz и «Каста». В начале сентября Оксимирон вернулся в Санкт-Петербург. Накануне возвращения в Россию, московская прокуратура потребовала признать экстремистской песню «Последний звонок».

### Запись и выход
За неделю до выхода сингла менеджер рэпера Евгения Муродшоева выложила видео со съёмок клипа. 15 сентября Оксимирон завёл свою почтовую рассылку под названием «ОнлиФанс» (созвучно популярному сервису подписки OnlyFans). На следующий день Мирон в ней поделился фото, на котором шлёт воздушный поцелуй с подписью — «сегодня».
Официальный релиз песни «Ойда», первого в 2022 году трека Оксимирона, состоялся 16 сентября не на лейбле, но при посредничестве компании ONErpm, отвечающей за цифровую дистрибуцию. Музыку спродюсировал Дэнни Цукерман (Danny Zuckerman), известный по работе над третьим альбомом Оксимирона «Красота и уродство» и сотрудничеству с группой Little Big. Композиция длится две минуты и двадцать две секунды; по данным сервиса Tunebat, написана в тональности си-бемоль минор, имеет темп 85 BPM.

### Музыкальный видеоклип
Музыкальный видеоклип был снят в безлюдном Санкт-Петербурге, родном городе Оксимирона. Локациями были выбраны дворы-колодцы, потрескавшиеся парадные, Петроградская сторона, стрелка Васильевского острова и др.
Ролик занял первое место на хостинге YouTube среди музыкальных видео на вкладке «В тренде» и менее чем за сутки набрал свыше 1,4 млн просмотров. К 21 маю 2023 года музыкальное видео набрало более 16,3 млн просмотров и 535 тыс. лайков.

## Анализ композиции
Ой, да заберите дом

Ой, да поселитесь в нём

Ой, да подавитесь в нём

А мы пересоберём
Песня начинается с вырезок из новостных выпусков, в которых сообщается о требовании признать песню «Последний звонок» экстремистской, благотворительном туре «RAW», возвращении Оксимирона и спрашивается, зачем он вернулся в Россию. Далее идут два куплета, за которыми следуют припевы.
Фразой «Я убил в себе Империю» автор уведомляет, что он «забил» свою татуировку «IMPERIVM» и покончил со старой идеей «рэп-империи», отсылаясь тем самым к синглам «Imperial» и «Что такое империя?». В строчке «На нашем флаге — белый снег и синяя река» описывается бело-сине-белый флаг, символ антивоенного протеста россиян. В работе также осуждается российская эстрада, которая игнорирует происходящее на Украине, и президент РФ Владимир Путин (Старый гном), который «пугает ядерным грибом».
Кроме этого Мирон «уходит в андеграунд», обещает «пересобрать старый дом», передаёт привет СК и прокуратуре. В конце звучит выражение «Ингрия будет свободной» — отсылка к движению Свободная Ингрия и российскому оппозиционному лозунгу «Россия будет свободной».

### Интертекстуальность
Текст содержит несколько текстуальных отсылок к творчеству популярных русских панк-групп. А именно к творчеству Егора Летова: «Я убил в себе Империю», как парафраз «Я убил в себе государство» (песня «Государство» группы «Гражданская оборона») и «Пляшут канкан за говна пирога» — к «Гавна-пирога» (песня группы «Коммунизм»). И «Колдуном проклятый старый дом ходит ходуном» — к творчеству группы «Король и Шут» (песня «Проклятый старый дом»).
Кроме того, песня содержит отсылки к творчеству Роальда Даля (а именно к произведению «Чарли и Шоколадная фабрика») и мультфильму «Головоломка» студии Pixar.

## Реакция

### Музыкальная критика
Андрей Никитин с сайта The Flow назвал релиз самым прямым и политизированным высказыванием Оксимирона. В издании Meduza было высказано предположение, что доносы являются частью задумки. Сравнив с песней Монеточки «Переживу», редакция основной мыслью трека «Ойда» назвала то, что «в России, чтобы увидеть перемены, надо жить долго».

#### Место в рейтингах за год
«Ойда» заняла 6-е место с списке 50 лучших песен 2022 года по версии The Flow. Согласно вердикту портала, «большой русский рэпер» Оксимирон «собрал в одном треке теги 2022 года и перемешал их в пока что свою главную политическую песню», в которой манифестировал «важную мысль — всё поломанное можно пересобрать».

### Обвинения в адрес музыканта
Российская общественная организация «Зов Народа», цель которой «возрождение России, её традиций и культуры» написала обращение к председателю Следственного комитета Александру Бастрыкину с просьбой о проверке нового клипа Оксимирона на экстремизм и сепаратизм. Представители организации считают, что Оксимирон «продвигает флаг предателей и современных власовцев», «насмехается» над СК и прокуратурой и открыто выступает в поддержку Украины.
Российской организацией Лига безопасного интернета, созданной с целью цензурирования Интернета, было также подготовлено обращение в Генеральную прокуратуру для проверки песни на экстремизм. По словам директора ЛБИ, Екатерины Мизулиной, в песне есть признаки работы «западного провокатора», использующего межнациональную или религиозную повестку для раскола общества. В декабре на Оксимирона завели административное дело за «публичные призывы к действиям, из-за которых может быть нарушена территориальная целостность России, а также лозунги с публичным позитивным отношением к отделению части территории страны».

### Другие мнения
Российский рэп-исполнитель Рич назвал Оксимирона «рэпером-коллаборационистом» и посчитал несправедливым, что про его песню о «пацанах, которые сейчас на фронте жертвуют собой» не пишет ни одно СМИ, когда Оксимирона «рекомендуют все, просто все существующие в России медиа». Российский писатель Захар Прилепин в своём телеграм-канале заявил: «Огромная часть нашей молодёжи — это не вполне наша молодёжь. Мягко говоря». Журналист Никита Могутин, основатель изданий Mash и Baza, в своём телеграм-канале назвал трек «х*йнёй безопасной», без «жёстко расставленных акцентов, мощных смыслов, яркой позиции».

### Позиции в чартах
На следующий день после выхода песня занимала шестое место в ежедневном мировом топе треков сайта аннотаций и текстов песен Genius, а 18 сентября возглавила его. По данным агентства InterMedia, «Ойда» держалась в двадцатке самых популярных композиций на стриминговом сервисе «Яндекс Музыка» (где имеет более 20 тыс лайков) c 38-й по 43-ю неделю 2022 года. В чарте сервиса «VK Музыка» трек находился в двадцатке популярнейших по итогам двух первых недель от релиза. Также после премьеры «Ойда» находилась в десятке самых прослушиваемых в России композиций на французском сервисе Deezer. По итогам второй и третьей недель после релиза, песня входила в хит-парад сервиса Apple Music как по всей России, так и отдельно по Москве и Санкт-Петербургу, причём четвёртую неделю композиция продолжала находиться в топ-10 в обоих городах, а в Петербурге и пятую. 
| Чарт (2022)                   | Высшая позиция |
| ----------------------------- | -------------- |
| Белоруссия (YouTube Music)    | 2              |
| Казахстан (YouTube Music)     | 23             |
| Мир (Genius)                  | 1              |
| Мир («VK Музыка»)             | 6              |
| Москва (Apple Music)          | 2              |
| Россия («Яндекс.Музыка»)      | 8              |
| Россия (Apple Music)          | 7              |
| Россия (Deezer)               | 5              |
| Россия (YouTube Music)        | 1              |
| Санкт-Петербург (Apple Music) | 1              |
| Украина (YouTube Music)       | 1              |

| Чарт (2022)            | Высшая позиция |
| ---------------------- | -------------- |
| Россия (YouTube Music) | 3              |

## Список композиций
| №  | Название | Автор(ы)  | Продюсер                    | Длительность |
| -- | -------- | --------- | --------------------------- | ------------ |
| 1. | «Ойда»   | Оксимирон | Danny Zuckerman (не указан) | 2:22         |